# Bowen Island
Bowen Island ist eine eigenständig verwaltete Insel sechs Kilometer westlich vor Vancouver im Howe Sound in British Columbia. Die Insel ist ca. sechs Kilometer breit und zwölf Kilometer lang und hat eine Fläche von 50,14 km². Sie ist selbstverwaltet (Bowen Island Municipality) und gehört zum Bezirk Metro Vancouver.
Die größten Orte sind Snug Cove (Küste) und Artisan Square (Inselmitte).
Auf Bowen Island befindet sich der Apodaca Provincial Park sowie das Schutzgebiet der Bowen Island Ecological Reserve. Außerdem liegt die Insel im Bereich des im September 2021 neu eingerichteten Biosphärenreservat Átl'ka7tsem/Howe Sound, einem der drei UNESCO-Biosphärenreservate in der Provinz.

## Geschichte
Als die Spanier die Westküste Kanadas erreichten und die Insel 1791 entdeckten, nannten sie diese Isla de Apodaca. 1858–1859 wurde sie durch George Henry Richards dem Kapitän der HMS Plumper nach Konteradmiral James Bowen, dem Kommandanten der HMS Queen Charlotte umbenannt. Mit der Umbenennung wurde die Namensgebung der Inseln im Howe Sound nach Beteiligten an der Seeschlacht am Glorious First of June fortgesetzt.
Zur Zeit ihrer Entdeckung durch europäische Entdecker war die Insel Jagd- und Siedlungsgebiet der Squamish.
Bowen war bis in die 1870er Jahre weitgehend unbewohnt und unbedeutend, bis sich ehemalige Bewohner Vancouvers einfanden und hier bauten. Seit 1999 existiert die Verwaltung Bowen Island Municipality. Die Insel wurde so zur zweiten Island municipality in British Columbia und ist zurzeit außerdem die einzig bestehende.

## Demographie
Der Zensus 2016 ergab für die Inselgemeinde eine Bevölkerungszahl von 3.680 Einwohnern, nachdem der Zensus 2011 für die Gemeinde noch eine Bevölkerungszahl von 3.402 Einwohnern ergab. Die Bevölkerung nahm damit im Vergleich zum letzten Zensus im Jahr 2011 um überdurchschnittliche 8,2 % zu und entwickelte sich entgegen dem Provinzdurchschnitt, dort mit einer Bevölkerungszunahme von 5,6 %. Im Zensuszeitraum 2006 bis 2011 hatte die Einwohnerzahl in der Gemeinde noch um schwache 1,2 % zugenommen, während sie im Provinzdurchschnitt um 7,0 % zunahm.
Zum Zensus 2016 lag das Durchschnittsalter der Einwohner bei 44,6 Jahren und damit weit über dem Provinzdurchschnitt von 42,3 Jahren. Das Medianalter der Einwohner wurde mit 48,7 Jahren ermittelt. Das Medianalter aller Einwohner der Provinz lag 2016 bei 43,0 Jahren. Zum Zensus 2011 wurde für die Einwohner der Gemeinde noch ein Medianalter von 46,6 Jahren ermittelt, bzw. für die Einwohner der Provinz bei 41,9 Jahren.

## Wirtschaft
In Bowen Island sind die größten Beschäftigungsbereiche der Bereich Forschung und Entwicklung, die Bauwirtschaft sowie der Bildungssektor. Ebenfalls sind viele Beschäftigte im Bereich Information und Kultur tätig. Da Bowen Island eine Inselgemeinde ist sitzen die Arbeitgeber vielfach nicht in der Gemeinde, sondern die Arbeitnehmer pendeln zur Arbeit auf das Festland, hauptsächlich nach Vancouver.
Das Durchschnittseinkommen aller Beschäftigten aus Bowen Island lag im Jahr 2005 bei weit überdurchschnittlichen 44.813 C $, während es zur selben Zeit im Durchschnitt der gesamten Provinz British Columbia nur 24.867 C $ betrug. Der prozentuale Einkommensunterschied zwischen Männern (44.813 C $; Provinzdurchschnitt=31.598 C $) und Frauen (23.999 C $; Provinzdurchschnitt=19.997 C $) fällt in Bowen Island, jeweils bezogen auf das durchschnittliche Einkommen aller Beschäftigten der Provinz, weit deutlicher aus als im Vergleich für die gesamte Provinz. Der Vergleich zum Provinzdurchschnitt fällt für Männern und Frauen unterschiedlich aus. Bei Männern ist der prozentuale Unterschied bezogen auf den Provinzvergleich (~ 1,8-fache des Provinzdurchschnitts) deutlich überdurchschnittlich, während Frauen (~ 0,97-fache des Provinzdurchschnitts) weniger verdienen als der Durchschnitt aller Beschäftigten in der Provinz. Männliche Beschäftigte verdienen hier nicht nur im Vergleich zum Provinzdurchschnitt aller Beschäftigten mehr, sondern sie verdienen auch im Vergleich zu allen männlichen Beschäftigten in der Provinz deutlich überdurchschnittlich (~ 1,2-fache des Durchschnitts aller Männer). Das Einkommen der weiblichen Beschäftigten ist in Provinzvergleich zwar minimal unterdurchschnittlich, im Vergleich zwischen allen weiblichen Beschäftigten in der Provinz liegt es jedoch über dem Durchschnitt (~ 1,2-fache des Durchschnitts aller Frauen).

## Verkehr
Bowen Island (via Snug Cove) wird mehrmals am Tag durch die Fähren der BC Ferries vom Horseshoe Bay Ferry Terminal angefahren. Die Fahrzeit beträgt etwa 20 Minuten. Auf diesen Fähren werden auch Fahrzeuge transportiert. Die letzte Fähre erreicht Bowen Island dabei gegen 22:00 Uhr. Haben Bewohner diese letzte Fähre verpasst, so besteht noch die Möglichkeit mit einem kleinen Wassertaxi vom Government Dock in Horseshoe Bay nach Snug Cove zu gelangen. Etwa 500 Arbeitnehmer und 200 Schüler pendeln werktäglich mit den Fähren zum Festland und zurück.
Auf der Insel betreibt TransLink drei Buslinien.
Auf der Insel gibt es eine Tankstelle.

## Bowen Island in Filmen und TV-Serien
Bowen Island war Drehort für verschiedene Filme und TV-Serien. Unter anderem wurden hier Teile gedreht von:
- 1989: Seitensprünge mit Ted Danson und Isabella Rossellini
- 1989: Kuck mal, wer da spricht! mit John Travolta und Kirstie Alley
- 1990: Ein Vogel auf dem Drahtseil mit Mel Gibson und Goldie Hawn
- 1999: Doppelmord (Double Jeopardy), Bowen Island Ferry
- 1993: Die Abservierer mit Richard Dreyfuss und Emilio Estevez
- 2005: The Fog – Nebel des Grauens
- 2006: The Wicker Man mit Nicolas Cage
- 2009: Der Fluch der 2 Schwestern
- 2009: Harper’s Island
- 2014: Unser Traum von Kanada: Alles auf Anfang
- 2014: Unser Traum von Kanada: Sowas wie Familie